# День прапора Естонії
День прапора Естонії — 4 червня національне свято Естонської Республіки.
23 травня 1884 року (4 червня за новим стилем) в м. Отепя відбулося освячення
Естонського прапора, як прапор Естонського студентського товариства .
19 січня 2004 року був прийнятий закон про внесення змін до закону про свята та неробочі дні, ініційований членами Рійгікогу і фракцією « Патріотичний союз» Тійтом Мацулевичем .
День прапора Естонії був заснований Рійгікогу 14 квітня 2004 року, 63 голосами «за».
Вперше День прапора Естонії відзначили в 2004 році, у 120 — ту річницю освячення синьо-чорно-білого прапора.